# Fred Durst
William Frederick Durst (Gastonia; 20 de agosto de 1970), más conocido como Fred Durst, es un cantante estadounidense, conocido por ser el líder y vocalista del grupo de nu metal Limp Bizkit. Esta figurado en el puesto 71 en el listado Los 100 mejores vocalistas del Metal de todos los tiempos.

## Biografía

### Orígenes y Limp Bizkit
Fred Durst, hijo de un policía, se crio en Gastonia, Carolina del Norte, donde era uno de los pocos chicos blancos en el barrio negro donde vivía. Durst empezó a rapear a los 14 años y animado por sus padres montó su primer grupo de rap, The Dynamic 3, que le costó más de una burla en la escuela. Después de terminar el instituto se embarcó en la marina, se casó con Aracely Tergesen, tuvo una hija y se divorció al descubrir que su mujer lo estaba engañando. Durst pasó un mes en la cárcel por asaltar y agredir al amante de su mujer. A los 20, volvió a Jacksonville donde empezó a trabajar como tatuador y a practicar skate. En 1994, conoció a Sam Rivers cuando trabajaba en Chick-fil-A, un establecimiento de comida rápida. Después de verlo en un concierto, Durst convenció al bajista para que dejara su grupo y se uniera a él. Como batería reclutaron al primo de Rivers, John Otto y como guitarrista a otro músico local, el joven prodigio Wes Borland. Durst tenía una visión: montar un grupo en el que pudiera fusionar su gusto por el rap y el metal, el grupo se llamaría Limp Bizkit (literalmente «galleta flácida»), un nombre que, a priori, no parecía muy comercial. Un año más tarde conocerían a DJ Lethal, al hacer de teloneros en uno de los últimos conciertos de House of Pain. Poco después de disolverse esa banda, Lethal se uniría a la banda de Durst.
Durst también dirige su propio sello discográfico, Flawless Records, una división de Geffen Records. Ha firmado con grupos como Puddle of Mudd, The Revolution Smile, Ringside, y Staind.

## Polémica
La carrera y vida de Durst y Limp Bizkit está estrechamente ligada al éxito y a la polémica.
En el Big Day Out de 2001 en Sídney, Australia, Durst se vio envuelto, indirectamente, en la muerte de una joven australiana de 16 años llamada Jessica Michalik, que fue aplastada hasta asfixiarse en la actuación de Limp Bizkit. Durst, días antes había alertado del riesgo de avalanchas y solicitó fuertes medidas de seguridad. Durst fue grabado en vídeo pidiendo a la multitud que «la seguridad es lo primero. Si alguien cae al suelo, levántenlo». Sin embargo, los servicios de seguridad australianos acusaron a Durst de «alarmar al público durante el rescate de la joven». Este suceso provocó que el grupo se tomara muy en serio la seguridad en sus conciertos a partir de entonces, hasta el punto de que, también en 2001, la banda se negó a actuar en el Festimad de Madrid debido a que no estaban conformes con las medidas de seguridad que les proporcionaba la organización.
Fred Durst ha mantenido también polémicas declaraciones con varios grupos y músicos. Con Slipknot, tuvo un cruce de declaraciones, ya que Durst afirmó que los seguidores de Slipknot eran «los típicos chicos feos y gordos». Sobre Trent Reznor, líder de Nine Inch Nails, dijo en un concierto: «¿Quién no cree que Trent Reznor debería chuparme la polla?».[cita requerida]
Cabe mencionar la sinergia en videos musicales junto al rapero Eminem, en el que Fred aparece en «The Real Slim Shady» parodiando a los MTV Video Music Awards, y Eminem en el de Limp Bizkit «Break Stuff», donde también hacen cameos Jonathan Davis, Snoop Dogg, Dr. Dre y su hija Hailie.
También se dice que pudo mantener relaciones sexuales con Christina Aguilera. A consecuencia de esto, se cita algo parecido en el primer sencillo de Eminem «The Real Slim Shady», salvo que el cantante sólo hace referencia al sexo oral que tuvieron.[cita requerida]

## Lejos del entorno musical

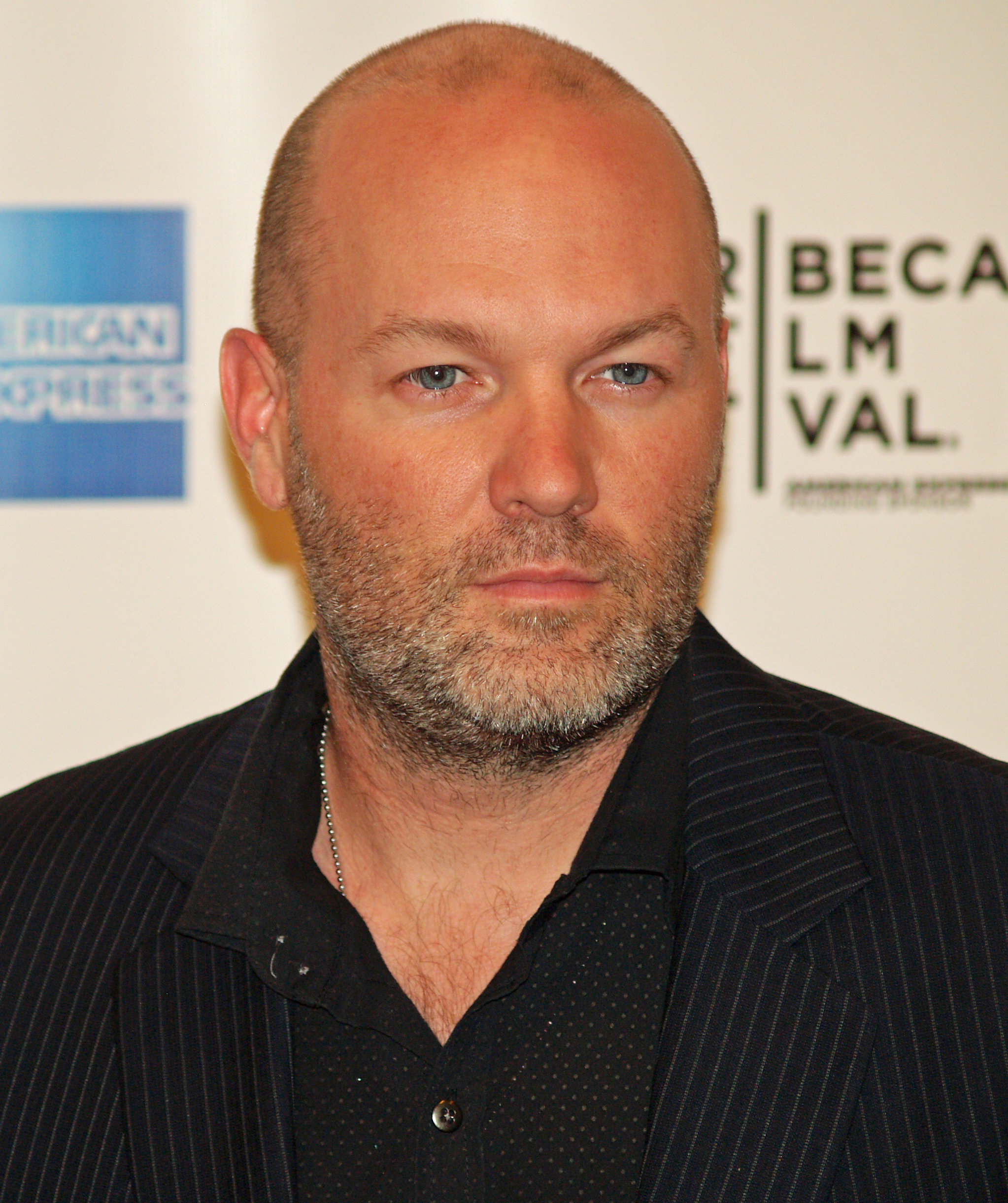
Fred Durst en 2008.

Durst ha probado como director de cine y de videoclips en varias ocasiones. Entre disco y disco, Fred firmó un contrato cinematográfico para rodar como director la película Runt, con el productor David Fincher (Fight Club), ha actuado en la serie Revelations, donde hizo de satánico, ha grabado videoclips para Staind, Korn o Puddle Of Mudd y dirigió una película independiente llamada The Education Of Charlie Banks. También surgieron rumores sobre la posible producción de Durst en algunas canciones del disco de Britney Spears, In the Zone.
Precisamente las fotos tomadas por los paparazzi a Durst y a Christina Aguilera enfurecieron a los fanes de Limp Bizkit, que no toleraban que su estrella del metal saliera con una estrella del pop.
Como trivialidad, cabe mencionar que Durst es conocido por sus puestas en escena en la mayoría de sus conciertos, que incluyen por ejemplo saltar sobre el público o desnudarse. El 13 de abril de 1999, durante el festival de Roskilde, se lanzó al público desde una torreta de focos de 19 metros de altura, lo que le costó varias fracturas en sus costillas y una de sus piernas.[cita requerida]

## Discografía
Limp Bizkit
- 1997: Three Dollar Bill Y'All$
- 1999: Significant Other
- 2000: Chocolate Starfish and the Hotdog Flavored Water
- 2001: New Old Songs
- 2003: Results May Vary
- 2005: The Unquestionable Truth (Part 1)
- 2005: Greatest Hitz
- 2011: Gold Cobra
- 2021: Still Sucks

### Colaboraciones
Apariciones en álbumes de otros artistas
- (1998) Soulfly, Álbum: Soulfly, Track: 03. Bleed (feat. DJ Lethal)
- (1998) Korn, Álbum: Follow the Leader, Track: 21. All in the Family
- (1999) Staind, Álbum: Dysfunction (como coproductor), Track: 10. Bring the Noise (Limited edition bonus track)
- (1999) Methods of Mayhem, Álbum: Methods Of Mayhem, Track: 04. Get Naked (feat. Lil' Kim, George Clinton, Mixmaster Mike)
- (1999) Primus, Álbum: Antipop, Track: 04. Laquer Head (como productor)
- (1999) Videodrone, Álbum: Videodrone, Track: 06. Human Piñata (feat. DJ Lethal)
- (2000) Cold, Álbum: 13 Ways to Bleed on Stage, Track: 02. She Said (como coproductor)
- (2000) Snot, Álbum: Strait up, Track: 09. Forever
- (2001) Kurupt, Álbum: "Space Boogie: Smoke Oddessey" Track: 12. Lay It On Back (feat. DJ Lethal & Nate Dogg)
- (2001) Puddle of Mudd, Álbum: Come Clean, Track: 04. Nobody Told Me, 07. Bring Me Down y 09. Basement (como productor)
- (2007) Franky Dee, Álbum: If I Had a Fortune, Track: 02. Sexy Dancer
- (2012) Kevin Rudolf, Sencillo: Champions (feat. Birdman & Lil Wayne) (tema oficial de WWE Night of Champions 2012)
- (2012) B**ch Betta Have My Money de Insane Clown Posse del álbum The Mighty Death Pop!
- (2016) Corey Feldman, Álbum: Angelic Rockadelic (2 Rock), Track: 01. Seamless
- (2023) Wargasm, Álbum: Venom, Track: 07. Bang Ya Head

## Filmografía
Videoclips musicales
- Cold - Give (1998; Cameo)
- Soulfly - Bleed (1998; Canta)
- Kid Rock - Bawitdaba (1998; Cameo)
- Staind - Just Go (1999; Director/Cameo)
- Staind - Home (1999; Director)
- KoRn - Got the Life (1998; Cameo)
- KoRn - Falling Away from Me (1999; Director/Cameo)
- Eminem - The Real Slim Shady (1999; Cameo)
- Staind - Outside "live Family Values 99" (2000; Canta)
- Cold - No One (2000; Director)
- Cold - Bleed (feat. Aaron Lewis) (2000; Director)
- Bow Wow - What's My Name (2000; Cameo)
- Methods of Mayhem - Get Naked (2000; Canta)
- Staind - It's Been Awhile (2001; Director)
- Puddle of Mudd - Control (2001; Director/Cameo)
- All Star Tribute - What's Going On (2001/Canta)
- Puddle of Mudd - Blurry (2002; Director)
- Staind - Epiphany (2002; Director)
- Limp Bizkit - Eat You Alive (2003; Director)
- Limp Bizkit - Behind Blue Eyes (2003; Director)
- Stillwell - Surrounded By Liars (2011; Cameo)
- Dope D.O.D - Gatekeepers (2012; Cameo)
- Hard Target - Look Out (2012; Canta)
- Bubba Sparxxx - Bangin' (2013; Cameo)

Películas
- Zoolander (2001; Cameo)
- Be Cool (2005;cameo)
- Population 436 (2006; Actor)
- The Education Of Charlie Banks (2007; Director/Actor)
- Pauly Shore is Dead - Cameo
- I Saw the TV Glow (2024) - Frank[2]

Series
- Revelations (miniserie televisiva interpretada por Bill Pullman) (2005; Actor)
- House (2008; Cameo)